# Hypagophytum abyssinicum
A Hypagophytum abyssinicum a kőtörőfű-virágúak (Saxifragales) rendjébe, ezen belül a varjúhájfélék (Crassulaceae) családjába és a hájvirágformák (Crassuloideae) alcsaládjába tartozó faj.
Nemzetségének az egyetlen faja.

## Előfordulása
A Hypagophytum abyssinicum előfordulási területe kizárólag Afrika keleti részére korlátozódik. Eredeti körülmények között, csak Eritreában és Etiópiában figyelhető meg.